# سید رحیم مشیری
سید رحیم مشیری استاد جغرافیای انسانی (جغرافیای طبیعی) دانشگاه تهران در ایران بود.

## زندگی‌نامه
سید رحیم مشیری در سال ۱۳۰۹ در سمنان به دنیا آمد. او دوره ابتدایی را در دبستان هدایت سمنان و دوره دبیرستان را تا پنجم در دبیرستان‌های پهلوی سابق و دهخدا و دوره ششم را در دبیرستان میرافضلی طی کرد و در سال ۱۳۳۲ برای تحصیل در دوره کارشناسی وارد دانشگاه تهران شد، دکتر مشیری دوره دکتری جغرافیا را در دانشگاه فرایبورگ آلمان سپری کرد و در سال ۱۳۴۵ موفق به اخذ درجه دکتری تخصصی از آن دانشگاه شده. وی در سال‌های ۱۳۴۵ تا ۱۳۴۶ با سمت اسیستان جغرافیای دانشگاه فرایبورگ آلمان مشغول بکار بود. سپس به ایران بازگشت و در سال ۱۳۴۶ استادیار گروه جغرافیای دانشگاه تهران شد. در سال ۱۳۵۴ دانشیار شد و در سال ۱۳۷۲ به مرتبه استادی دانشگاه تهران نائل آمد. وی در سال ۱۳۸۵ به عنوان استاد نمونه کشور معرفی شد. مشیری در طول دوران خدمت در دانشگاه تهران علاوه بر تدریس دروس مختلف در دوره‌های کارشناسی، کارشناسی ارشد و دکتری، مسئولیت‌های اجرایی گوناگون از جمله معاونت مالی و اداری دانشکده ادبیات و علوم انسانی، مدیریت گروه جغرافیا، ریاست مؤسسه جغرافیا، و سردبیری مجله پژوهش‌های جغرافیای توسعه دانشگاه تهران را به عهده داشته‌است. آقای دکتر مشیری در دانشگاه آزاد اسلامی نیز علاوه بر تدریس در مقاطع مختلف مسئولیت‌هایی نظیر مدیر گروه تخصصی دانشگاه آزاد اسلامی را به عهده داشته‌اند. مسئولیت گروه جغرافیا در مرکز نشر، عضویت در کمیته برنامه‌ریزی جغرافیا در ستاد انقلاب فرهنگی، دبیری هفتمین کنگره جغرافیایی ایران و مدیر گروه تخصصی کارشناسی ارشد جغرافیا در دانشکده غیرانتفاعی طبرستان چالوس از دیگر سمت‌های اجرایی وی بوده‌است.
مشیری راهنمای بیش از ۳۰ رساله دکتری در دانشگاه تهران و دانشگاه آزاد اسلامی و استاد راهنمای بیش از ۲۰۰ پایان‌نامه کارشناسی ارشد در دانشگاه‌های مختلف بوده‌اند. وی از سال ۱۳۷۰ به عنوان عضو وابسته در فرهنگستان علوم جمهوری اسلامی ایران فعالیت داشته و ریاست شاخه جغرافیای فرهنگستان را به عهده داشتند. سرانجام وی در سن ۸۵ سالگی در سال ۱۳۹۳ دارفانی را وداع گفت.

## آثار علمی- پژوهشی
1. مبانی جغرافیای کوچ نشینی، انتشارات سمت،
2. کلیات قاره، انتشارات ققنوس، ۱۳۷۲
3. جغرافیای سیاسی و اقتصادی ایران، انتشارات دانشکده افسری
4. روش و تکنیک‌های تحقیق برای جغرافیا
5. مقدمه‌ای بر اقتصاد کوچ نشینان